# Chongqing Airlines

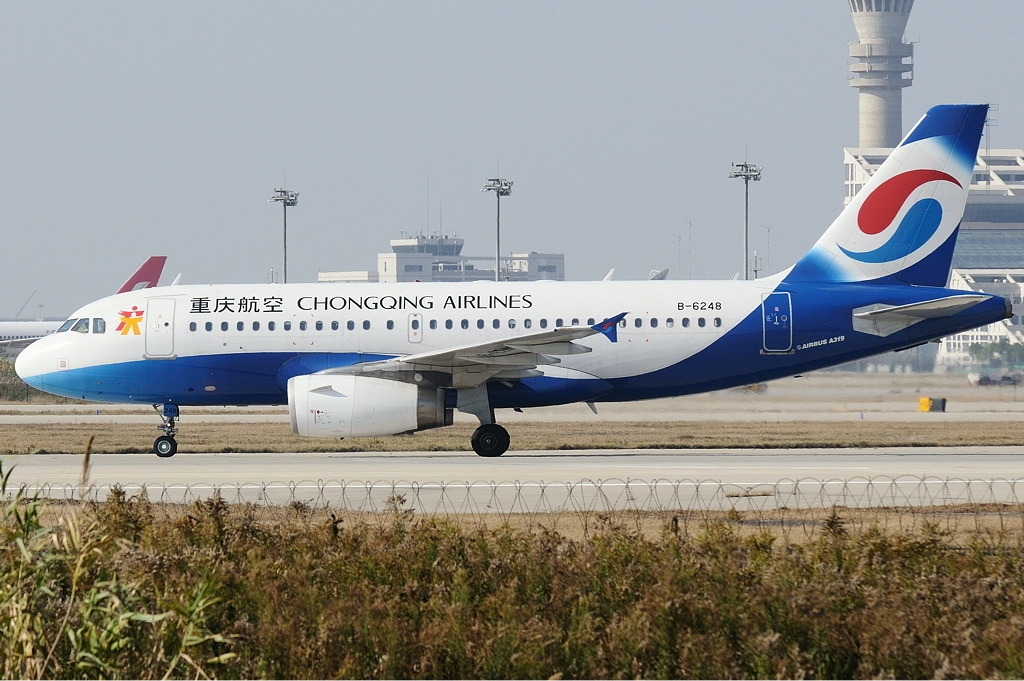
Airbus A319 авіакомпанії Chongqing Airlines в міжнародному аеропорту Шанхаю Пудун, 2010 рік

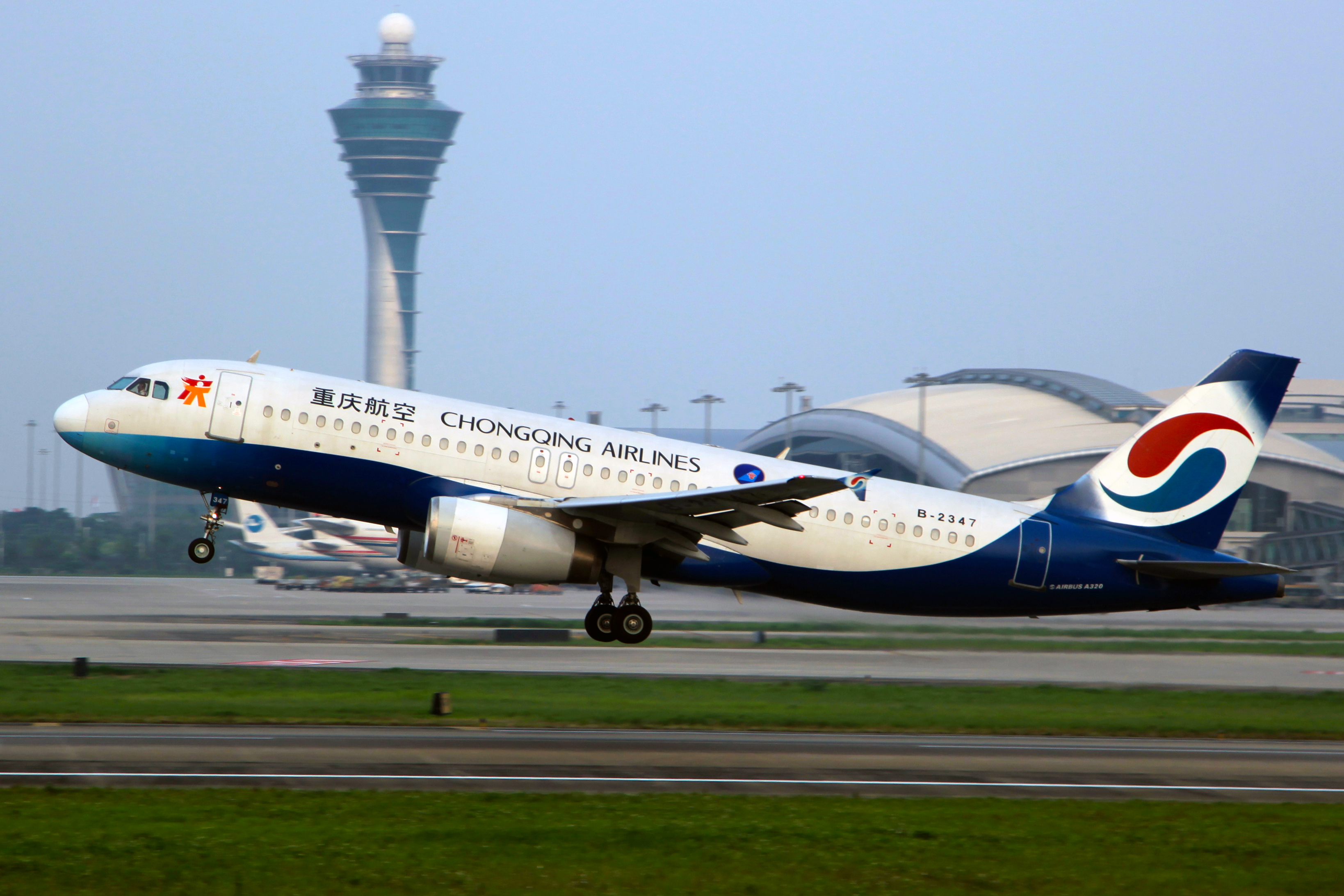
Airbus A320 авіакомпанії Chongqing Airlines в міжнародному аеропорту Гуанчжоу Zhoukou, 2013 рік

Chongqing Airlines (кит.: 重庆航空重庆航空) — китайська авіакомпанія зі штаб-квартирою в місті Чунцін (КНР), що працює в сфері внутрішніх пасажирських перевезень по материковій частині Китаю.
Портом приписки авіакомпанії і її головним транзитним вузлом (хабом) є міжнародний аеропорт Чунцін Цзянбей.

## Історія
Chongqing Airlines була заснована 16 червня 2007 року як спільне підприємство авіакомпанії China Southern Airlines (60 %) і чунцинської компанії «Chongqing Municipal Development & Investment Company» (40 %). 4 липня наступного місяця перевізник отримав сертифікат експлуатанта CAAC.
8 липня 2007 року авіакомпанія почала операційну діяльність, здійснивши свій перший рейс з Чунціна в шанхайський міжнародний аеропорт Пудун.
У 2008 році штат перевізника становив 402 працівника.

## Маршрутна мережа
У січні 2016 року маршрутна мережа регулярних перевезень авіакомпанії Chongqing Airlines охоплювала наступні пункти призначення:
- Китайська Народна Республіка
  - міжнародний аеропорт Пекін — Шоуду
  - міжнародний аеропорт Чанша-Хуанхуа
  - міжнародний аеропорт Чунцин-Цзянбей (хаб)
  - аеропорт Далі
  - міжнародний аеропорт Фучжоу-Чанле
  - міжнародний аеропорт Гуанчжоу-Байюнь
  - міжнародний аеропорт Гуйлінь-Лянцзян
  - міжнародний аеропорт Ханчжоу-Сяошань
  - міжнародний аеропорт Харбін-Тайпін
  - міжнародний аеропорт Цзінань-Яоцян
  - аеропорт Сунпань Цзючжай-Хуанлун
  - міжнародний аеропорт Куньмін-Чаншуй
  - аеропорт Ліцзян-Саньї
  - аеропорт Гонггар
  - аеропорт Манши-Дехун
  - міжнародний аеропорт Наньчан-Чанбей
  - міжнародний аеропорт Нанкін-Лукоу
  - міжнародний аеропорт Нінбо-Ліше
  - аеропорт Цянцзян-Уліншань
  - міжнародний аеропорт Санья-Фенхуан
  - міжнародний аеропорт Шанхай-Пудун
  - аеропорт Дечен-Шангрі-Ла
  - міжнародний аеропорт Шеньчжень-Баоань
  - аеропорт Тенчун-Тофен
  - міжнародний аеропорт Веньчжоу-Юнцян
  - міжнародний аеропорт Ухань-Тяньхе
  - міжнародний аеропорт Сямень-Гаоці
  - аеропорт Сішуанбаньна-Гаса
- Таїланд
  - Бангкок–Суварнабхумі[2]

## Флот

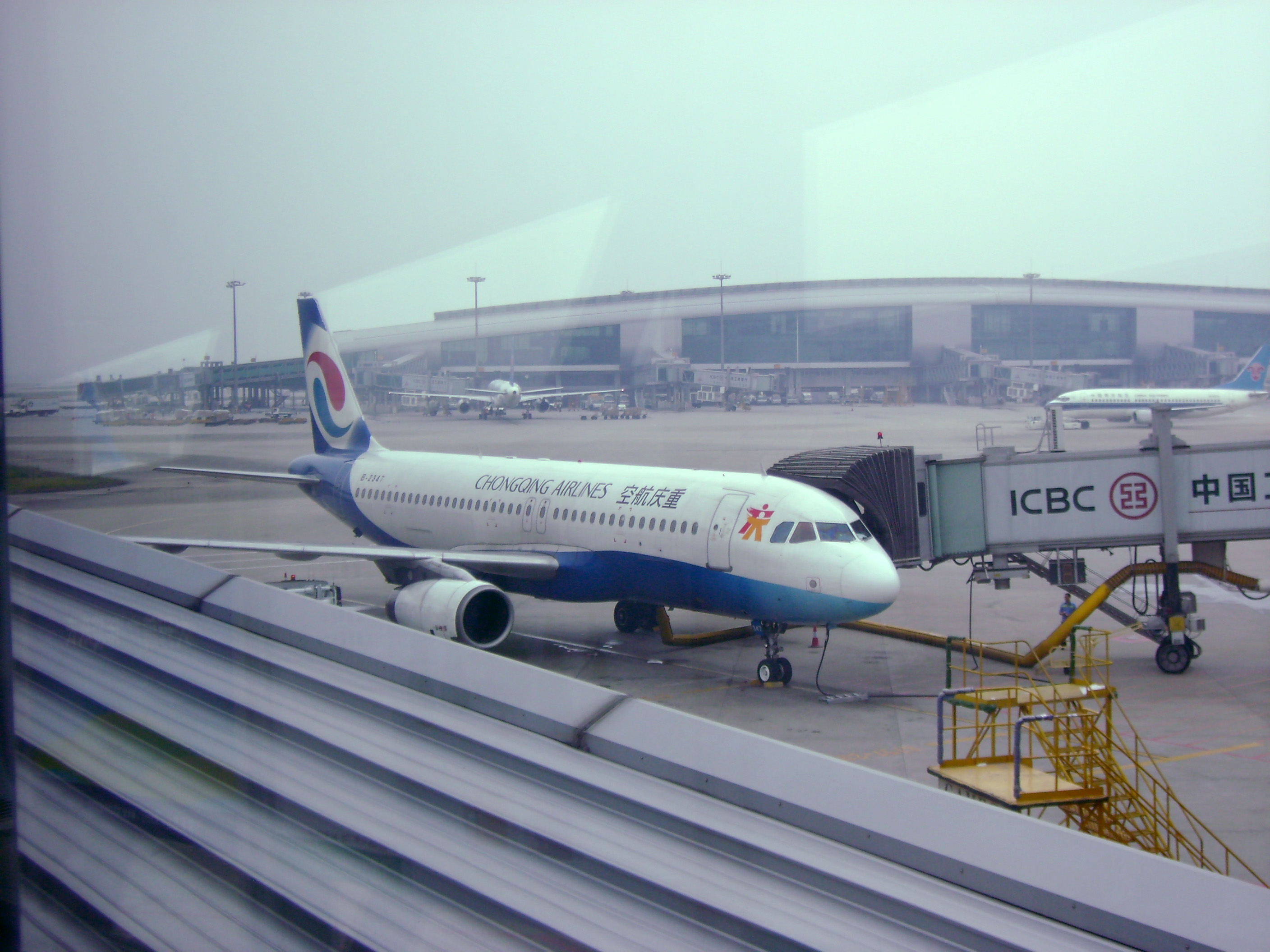
Літак авіакомпанії в міжнародному аеропорту Гуанчжоу Zhoukou

У жовтні 2016 року повітряний флот авіакомпанії Chongqing Airlines становили такі літаки: